# إرهاب منسوب للهندوس
الإرهاب الهندوسي هو وصف أعمال العنف التي تحركها القومية الهندوسية، وعادة ما يرتكبها أعضاء في منظمات قومية هندوسية مثل راشتريا سوايامسيفاك سانغ (آر إس إس) أو أبهيناف بهارات. 

## عمليات
في عام 2010، أصدرت منظمة ويكيليكس برقيات للسفارة الأمريكية نفى فيها السفير الأمريكي في الهند بازدراء ما قاله وزير هندي بأن وفاة هيمانت كاركار، وهو محقق بارز في مكافحة الإرهاب زعم قتله على أيدي «متشددين إسلاميين» خلال هجمات مومباي عام 2008، قد دبرها متطرفون هندوس.

## الهجمات
حسب تقارير، نفذت منظمات هندوسية متطرفة هجمات إرهابية مثل:
- تفجيرات ماليجون 2006
- تفجير مسجد مكة (حيدر أباد)
- تفجيرات سامجهوتا إكسبريس
- تفجير أجمير شريف

### أعمال شغب ولاية غوجارات 2002
نسبت أعمال الشغب الجماعية في غوجارات عام 2002، حيث كان معظم الضحايا من المسلمين، إلى حركة هندوتفا.

### انفجارات ماليجاون 2008
في 29 سبتمبر 2008، انفجرت ثلاث قنابل في ولايتي غوجارات ومهاراشترا مما أسفر عن مقتل 8 أشخاص وإصابة 80 آخرين. أثناء التحقيق في ماهاراشترا، أفاد تقارير أن مجموعة هندوسية ضالعة في الانفجارات. وكان من بين المعتقلين سادفي براجيا سينغ ثاكور،   شيف نارايان جوبال سينغ كالسنغرا وشيام بهاوارلال ساهو.

### تفجير مسجد مكة عام 2007
وقع تفجير مسجد مكة في 18 مايو 2007 داخل مسجد مكة، وهو مسجد في حيدر أباد. تم الإبلاغ عن مقتل 14 شخصًا في الحال. وكالة التحقيقات الوطنية،  مكتب التحقيقات المركزي  وفريق مكافحة الإرهاب (الهند)  استجواب الأعضاء السابقين في آر إس إس   في 19 نوفمبر 2010، أنتج مكتب التحقيقات المركزي سوامي أسيماناند أمام المحكمة فيما يتعلق الانفجار. لكن في وقت لاحق تراجع عن الاعتراف مشيراً إلى الضغط العقلي والبدني لتوفير هذا الاعتراف. قام فريق التحقيق الخاص (SIT) التابع لشرطة حيدر أباد باعتقال «قائد جنوب الهند» من جماعة «ليت»، والذي تم التعرف عليه باسم الشيخ عبد الخاجة المعروف بأمجد، من منطقة أفالجونج بالمدينة. وقالت الشرطة إن المعتقل على صلة بمحمد عبد الشهيد بلال المشتبه به الرئيسي في التفجير. في عام 2013، اعترف ياسين بهاتكال بأن المجاهدين الهنود قد قصفوا مكانين آخرين في حيدر أباد في وقت لاحق في أغسطس 2007 للانتقام من انفجار مسجد مكة الذي يُزعم أنه كان يُنسب إلى الجماعات «الإرهابية» الهندوسية.

## روابط خارجية
- Praveen Swami (11 مايو 2010). "The Rise of Hindutva Terrorism". outlookindia.com. مؤرشف من الأصل في 2023-12-16.
- "The Milli Gazette". www.milligazette.com. مؤرشف من الأصل في 2024-09-12.
- Suresh، Kumar (19 Januari 2022). "LIVE UPDATES: Hindutva terrorist group Bajrang Dal assault Muslim man travelling with Hindu woman, take them off train; day's other big stories". Janta Ka Reporter 2.0. مؤرشف من الأصل في 2024-05-30. {{استشهاد بخبر}}: تحقق من التاريخ في: |تاريخ= (مساعدة)